# My Friends Over You
My Friends Over You è il primo singolo estratto dal terzo album dei New Found Glory, Sticks and Stones, pubblicato il 22 luglio 2002. È l'unica canzone del gruppo ad essere entrata nella Billboard Hot 100.

## Tracce
CD singolo (Stati Uniti)
1. My Friends Over You
2. It's Been a Summer

CD, versione 1 (Regno Unito)
1. My Friends Over You
2. Sucker (Live in London)
3. Hit or Miss (Live in London)
4. My Friends Over You (music video)

CD, versione 2 (Regno Unito)
1. My Friends Over You
2. Eyesore (Live in London)
3. Dressed to Kill (Live in London)

## Video musicale
Nel video musicale, diretto da The Malloys, la band esegue il brano in un piccolo locale pieno di gente. Durante l'esibizione sono presenti molti effetti grafici al limite dell'assurdo, come la testa del chitarrista Chad Gilbert che si gonfia a dismisura o, al momento dell'assolo di chitarra a metà canzone, il fermo immagine di tutti i membri della band eccetto Gilbert, che continua a suonare ad una velocità sovrumana (chiara parodia del video musicale di Toxicity dei System of a Down). Hanno partecipato alle riprese del video anche i musicisti Tim Armstrong, Travis Barker e i membri delle band Transplants e The Distillers.

## Formazione
- Jordan Pundik – voce
- Chad Gilbert – chitarra solista, voce secondaria
- Steve Klein – chitarra ritmica
- Ian Grushka – basso
- Cyrus Bolooki – batteria

## Classifiche
| Classifica (2002)         | Posizione massima |
| ------------------------- | ----------------- |
| Stati Uniti               | 85                |
| Stati Uniti (alternative) | 5                 |
| Regno Unito               | 30                |